# Herb gminy Strawczyn
Herb gminy Strawczyn – symbol gminy Strawczyn, ustanowiony 18 kwietnia 1997.

## Wygląd i symbolika
Herb przedstawia na tarczy dzielonej w słup w polu lewym białym pół zielonej sosny, natomiast w polu prawym na tle czerwono-czarnym (nawiązującym do stroju kieleckiego) srebrne pióro, przypominające o związkach Stefana Żeromskiego i Henryka Sienkiewicza z miejscowości dziś wchodzącymi w skład gminy.